# Истлан-де-лос-Эрворес
Истлан-де-лос-Эрворес (исп. Ixtlán de los Hervores) — город в Мексике, в штате Мичоакан, входит в состав муниципалитета Истлан и является его административным центром. Население составляет 5091 человек (по данным переписи 2020 года).

## Этимология
Слово Ixtlán происходит от языка чичимеков и означает «место, где много волокна магуэя».

## История
Согласно историку Замакоису, Истлан был основан ацтеками, но как населённый пункт он был организован в 1598 году Доном Лукасом Каррильо, собравшим рассеянные племенные общины в одно поселение.
В доколумбову эпоху территория входила в княжество Тототлан, расположенное в долине Куина. После прибытия испанских завоевателей во главе с Нуньо де Гусманом эта область была захвачена, а местное население подверглось евангелизации, которой занимался францисканец Хуан де Бодия.
В 1831 году Истлан стал одним из муниципалитетов округа Самора.
До 1864 года приход находился в ведении епархии Морелии, затем — епархии Саморы.

## Географическое положение
Город находится примерно в 135 км от столицы штата — города Морелия и в 30 км от Саморы, на высоте 1534 метра над уровнем моря.

## Демография
По данным переписи 2020 года, численность населения составляет 5091 человек. Это соответствует среднегодовому приросту населения 0,19 % за период 2010—2020 гг. Плотность населения — 1773 чел./км².
| Год  | Население |
| ---- | --------- |
| 2000 | 4888      |
| 2010 | 4573      |
| 2020 | 5091      |

Большинство населения (96 %) исповедуют католичество. Уровень безграмотности среди лиц старше 15 лет составляет 6,38 %, средний уровень образования — около 7 лет.

## Экономика
Основные виды экономической деятельности:
- Сельское хозяйство,
- Животноводство,
- Коммерция.

## Культура

### Памятники
- Церковь с башней — один из символов города.

### Праздники и традиции
- 14 февраля — праздник Богоматери Надежды.
- 4 октября — день покровителя города святого Франциска Ассизского. Праздник начинается с 25 сентября и включает в себя процессии, девятидневные молебны (новену), серенады и аллегорические машины.

### Геотермальные достопримечательности
Одним из главных туристических объектов является гейзер, достигающий высоты до 30 метров. Он представляет собой уникальное природное явление, привлекающее туристов со всей страны.

## Международные отношения

### Города-побратимы
- Сан-Хуан-Капистрано, США (2021)
- Мехиканос, Сальвадор (2021)
- Акаджутла, Сальвадор (2021)
- Сан-Рафаэль-Седрос, Сальвадор (2021)
- Тепетитан, Сальвадор (2021)[4]